# سداسي فلوريد اليورانيوم
سداسي فلوريد اليورانيوم  أو هكسا فلوريد اليورانيوم (UF6) هو غاز ينتج من أكسيد اليورانيوم ويحول إلى (UF6) ويصل الي هذه المرحلة تمهيدا لعملية تخصيب اليورانيوم أي زيادة نسبة يورانيوم 235 على حساب يورانيوم 238 كي يكون ذو نشاط نووي أعلى.

## التقنية المستخدمة في التخصيب
فصل مثل هذين النظيرين عن بعضهما صعب جداً لتقارب الكتلة الذرية لهما؛ ويكمن الحل في تحويلهما إلى غاز وعن طريق الفرق في سرعتي الانتشار حيث أن الأقل كتلة يكون الأسرع، وتتناسب سرعة الانتشار عكسياً مع الجذر التربيعي للكتلة الجزيئية؛ وتطبق العملية بتمرير الخليط الغازي على عدد من الحواجز ذات الثقوب الضيقة وبالتالي يصبح يورانيوم 235 أكثر تركيزاً.

## اقرأ أيضاً
- فلوريد الموليبدنوم السداسي
- فلوريد الرينيوم السداسي